# Lorraine Guay
Lorraine Guay est une militante de gauche, féministe et souverainiste québécoise, née à Verdun le 25 janvier 1943 et morte à Montréal le 17 juin 2022.
Infirmière, organisatrice communautaire et intellectuelle autodidacte, Lorraine Guay milite pour de nombreuses causes sociales. Pendant plus de soixante ans, elle se distingue notamment par son engagement en faveur de la justice sociale, des droits des femmes et de la souveraineté du Québec. Elle participe également à de nombreux projets de recherche scientifique et publie nombre d'articles et d'ouvrages à portée sociologique.

## Biographie

### Jeunes années et formation

#### Contexte familial
Lorraine Guay naît à Verdun le 25 janvier 1943, puis déménage avec sa famille sur la Rive-Sud de Montréal vers la fin des années 1950. Aînée d'une famille de quatre enfants, la jeune fille grandit dans un milieu aimant, mais relativement fermé au changement. Son père, qui travaille comme commis voyageur pour la Grover Mills, fait tout juste assez d'argent pour subvenir aux besoins de sa famille. Sa mère, qui n'a pu étudier comme elle l'aurait voulu, est quant à elle confinée au rôle traditionnel de femme au foyer. Très croyante, elle s'investit activement dans la vie de l'église du quartier, notamment dans la section locale d'une association de fermières, intégrée plus tard à l'Association féminine d'éducation et d'action sociale (AFEAS).

#### Collège classique, école normale et Jeunesse étudiante catholique
Après avoir terminé son cours primaire dans le secteur public, Lorraine Guay gagne un prix de composition française de la Société Saint-Jean-Baptiste de Montréal qui lui permet de fréquenter le collège classique durant quatre ans. Elle devient alors externe au pensionnat Jésus-Marie de Longueuil, une institution pour filles dirigée par les Sœurs des saints Noms de Jésus et de Marie.
Faute de moyens financiers, Lorraine Guay ne peut terminer son cours classique. Elle doit ainsi mettre fin à son rêve de devenir médecin. Par dépit, elle s'inscrit plutôt à l'école normale Eulalie-Durocher de Saint-Lambert. Comme elle le raconte a posteriori: « [À] cette époque, pour les filles du milieu ouvrier, le 'choix' était limité: on était destinées à être secrétaires, enseignantes, infirmières ou... femmes au foyer! ».
Bien qu'elle n'ait aucunement l'intention de devenir enseignante, Lorraine Guay découvre un milieu des plus stimulants à l'école normale. C'est là, de son propre aveu, qu'elle « s'éveille politiquement » en se joignant à la Jeunesse étudiante catholique (JEC). Si l'esprit critique qu'elle développe au sein de la JEC lui permet de s'affranchir intellectuellement, il lui vaut également d'être renvoyée de l'école normale de Longueuil pour cause d'insubordination,. Cependant, grâce à une intervention du diocèse, la jeune femme reçoit la permission de terminer ses études à l'école normale de l'avenue Mont-Royal à la condition de s'abstenir de toute activité parascolaire.
Lorraine Guay obtient son diplôme de l'école normale, mais n'enseignera jamais. Elle est plutôt engagée comme animatrice du secteur collégial par le secrétariat diocésain, puis national de la JEC. La JEC étant à l'origine du journalisme et du syndicalisme étudiant au Québec, Lorraine Guay a l'occasion de parcourir toutes les régions du Québec. Lors de ses tournées panquébécoises, nourrie par la pensée d'Emmanuel Mounier, elle vit une série d'expériences déterminantes qui cimenteront son engagement humaniste ultérieur. C'est également dans ce contexte que Lorraine Guay fait la rencontre de l'homme qui deviendra plus tard son époux.

## Une femme engagée
Lorraine Guay mène une vie sous le signe du militantisme, privilégiant toujours les mouvements sociaux aux partis politiques. Au fil des décennies, elle s'implique activement dans une vaste gamme de causes sociales, y compris l'accès aux soins en santé mentale, la défense des droits des femmes, la souveraineté du Québec et la protection de l'environnement.
L'engagement de Lorraine Guay ne faiblit pas avec l'âge. À l'occasion de la parution de l'ouvrage Qui sommes-nous pour être découragées? en 2019, elle explique à l'animatrice Marie-Louise Arsenault qu'en dépit de ses 75 ans, elle a « beaucoup de difficulté à [s]'imaginer un jour prendre [s]a retraite de la vie militante » et qu'elle peine à imaginer une vie heureuse sans engagement social.

### Solidarité internationale et séjour à Paris
En 1967, alors qu'elle est âgée de 24 ans, Lorraine Guay participe à un congrès international de la JEC sur l'origine du sous-développement. Elle y rencontre de jeunes militants d'Amérique centrale et du Sud et y gagne une conscience politique qui la mène à remettre en cause le capitalisme occidental.
L'année suivante, le mari de Lorraine Guay est nommé secrétaire de la Jeunesse étudiante catholique internationale, une position qui lui vaut de s'établir à Paris pour quatre ans. Le contexte effervescent de la fin des années 1960 marque profondément le couple. Comme elle le racontera plus tard: « Nous nous sommes retrouvés dans une sorte de grande commune sur la rue de Rennes, avec des militantes et des militants de partout [...] Nous étions dans la rue à toutes les semaines en solidarité avec le Brésil, le Chili, le Vietnam ».
En plus d'être de toutes les manifestations, Lorraine Guay et son conjoint profitent de leur séjour en France pour poursuivre leurs études. Elle complète une propédeutique en médecine alors que son conjoint étudie la sociologie.
Trois ans après être arrivé en France, le couple entreprend également un voyage de neuf mois qui le mène jusqu'en Inde. En chemin, les époux traversent les pays de l'Est, la Turquie, le Liban, la Syrie, l'Irak, l'Iran, l'Afghanistan et le Pakistan.

### Travail comme infirmière et comme organisatrice communautaire

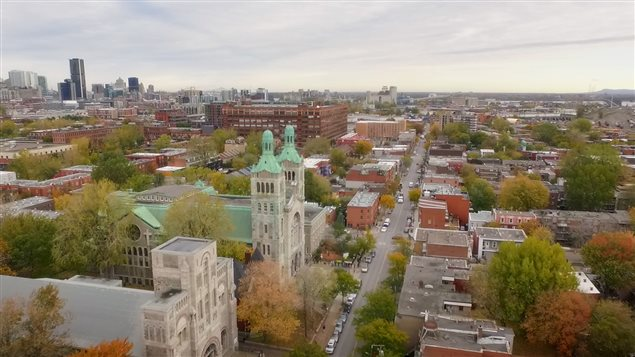
Le quartier Pointe-Saint-Charles de Montréal

Après quatre ans d'absence, Lorraine Guay regagne le Québec en 1972 et commence à travailler à la Clinique communautaire de Pointe-Saint-Charles, d'abord comme organisatrice communautaire, puis comme infirmière. La Clinique, située dans un quartier défavorisé de l'ouest de Montréal, remet en question le pouvoir médical et promeut l'implication active des citoyennes et citoyens les plus vulnérables dans le milieu de la santé et des services sociaux. De plus, cette Clinique devient le lieu d'une certaine solidarité internationale après le coup d'État de 1973 au Chili. En effet, plusieurs de ses employés seront recrutés parmi les réfugiés chiliens qui affluent vers Montréal à cette époque.
Parallèlement à ses activités à la Clinique populaire, Lorraine Guay continue de s'impliquer auprès des populations du Chili et du Nicaragua. En 1983, afin de soutenir la guérilla salvadorienne, elle organise une collecte de fonds en courant deux demi-marathons à Montréal. Laissant sa famille au Québec, elle décide d'apporter elle-même au Salvador l'argent récolté. Dans la poursuite de cet engagement, elle travaille durant huit mois comme infirmière dans une des zones contrôlées par la guérilla du Front Farabundo Martí de libération nationale.
En 1990, après un bref passage au Comité chrétien pour les droits humains en Amérique latine, Lorraine Guay devient coordonnatrice du Regroupement des ressources alternatives en santé mentale du Québec (RRASMQ), une coalition créée en 1983 pour proposer des solutions de rechange à la psychiatrie médicalisée dominante. Au RRASMQ, Lorraine Guay fait du travail d'organisation, de formation, de recherche, de financement, de développement et d'analyse d'impact. Elle participe notamment à des projets de recherche scientifique portant sur les besoins en santé mentale et sur la formation des mouvements sociaux, par exemple.
Au début des années 1990, Lorraine Guay participe à la mise sur pied des premiers regroupements sectoriels régionaux et nationaux d'organismes communautaires en santé et services sociaux, à commencer par la Table des regroupements provinciaux d'organismes communautaires et bénévoles (TRPOCB) et la Coalition des Tables régionales d'organismes communautaires (CTROC). Dans les mêmes années, elle collabore aussi à la fondation du Comité aviseur de l'action communautaire autonome et de l'Équipe de recherche et d'action en santé mentale et culture (ÉRASME), puis devient membre du Conseil québécois de la recherche sociale. Elle participe ainsi à l'élaboration de la politique gouvernementale de reconnaissance de l'action communautaire.

### La militante pour les droits des femmes

#### La marcheDu pain et des roses(1995) et la Marche mondiale des femmes (2000)
Au mois de mai 1995, Lorraine Guay participe activement à la marche Du pain et des roses à titre de coresponsable du contingent de la Rive-Sud. Créée à l'initiative de la Fédération des femmes du Québec, cette marche voit plus de 800 femmes parties de Montréal, Longueuil, et Rivière-du-Loup converger vers la ville de Québec afin de lutter contre la pauvreté. Le nom donné à l'événement fait implicitement référence à la célèbre grève des quelque 20 000 ouvrières de l'industrie du textile de la ville de Lawrence, au Massachusetts, en 1912.
Le succès de la marche Du pain et des roses, qui a réussi à mobiliser efficacement des centaines de femmes, convainc la coordonnatrice Diane Matte et la responsable à la mobilisation, Manon Massé, d'organiser une Marche mondiale des femmes pour l'an 2000. Ayant pour thème la lutte à la pauvreté et la violence faite aux femmes, cette marche rassemble près de 6 000 organisations non gouvernementales disséminées dans plus de 160 pays. Au Québec, plus de 40 000 personnes participent à des marches locales, régionales ou au grand rassemblement du 14 octobre 2000 à Montréal.
Forte de son expérience au cours de la marche Du pain et des roses, Lorraine Guay participe ensuite à la Marche mondiale des femmes à titre de membre du comité de stratégie et de rédactrice de la plateforme de revendications. Loin de limiter ses activités au Québec, elle est invitée à parler de la Marche dans plusieurs pays d'Europe tels que la Belgique, l'Italie et la Suisse au début de l'année 2000. Puis, en janvier 2001, elle représente la Marche mondiale FFQ au premier Forum social mondial de Porto Alegre, au Brésil. Quelques mois plus tard, elle prend part à la rencontre du Comité directeur international pour la préparation du deuxième Forum social mondial.

### La militante souverainiste

#### Les Partenaires pour la souveraineté et l'Opération porte-voix
Dès le début de l'année 1995, Lorraine Guay s'intéresse aux Partenaires pour la souveraineté, une coalition souverainiste créée afin de faire la promotion de l'option souverainiste à l'extérieur des structures partisanes. Composés d'une quinzaine d'organismes syndicaux, étudiants, culturels et communautaires, les Partenaires pour la souveraineté représentent plus d'un million de Québécoises et de Québécois. Comme l'explique Lorraine Guay : « Il ne s'agissait pas de forcer des organisations à se prononcer et donc à se diviser, mais plutôt de favoriser les rassemblements de citoyens sur une base personnelle ».
Afin de favoriser les rassemblements citoyens, Lorraine Guay rédige un document appelant les membres des groupes communautaires à s'engager dans le « camp du Oui » sur une base citoyenne : La souveraineté, pour réinventer la solidarité. Rien de moins! Cet appel est signé par plusieurs centaines de personnes.
Au cours du printemps, de l'été et de l'automne 1995, les Partenaires pour la souveraineté chapeautent diverses activités de mobilisation et de sensibilisation ciblant certains groupes de la société québécoise. Durant le mois de septembre, quelques semaines seulement avant le jour du scrutin, les Partenaires décident de concentrer leurs efforts sur les femmes. Bien que ces dernières composent plus de la moitié de l'électorat, les sondages de l'époque indiquent qu'elles demeurent moins susceptibles que les hommes de voter en faveur de l'indépendance du Québec. Les Partenaires pour la souveraineté attribuent cette « frilosité » au fait que les femmes sont généralement négligées par le mouvement souverainiste.
Le 5 septembre 1995, la porte-parole des Partenaires pour la souveraineté, Nicole Boudreau, annonce à la presse la tenue d'une grande tournée nationale. Cette tournée, baptisée Opération porte-voix, vise à rejoindre les femmes de tous horizons pour engager un dialogue sur les tenants et aboutissants de la souveraineté. Au cours de cette tournée de dix jours, Lorraine Guay ainsi qu'une cinquantaine de femmes issues milieux socioéconomiques et professionnels variés se relaient pour parcourir 4 000 kilomètres à la rencontre des femmes de 46 communautés différentes. La tournée se termine le 17 septembre 1995 à Montréal, avec un spectacle à grand déploiement conçu et mis en scène par l'écrivaine Hélène Pedneault au populaire Club Soda de l'avenue du Parc.
Si l'Opération porte-voix ne permet pas de renverser complètement la vapeur en faveur de la souveraineté, les efforts des Partenaires font néanmoins sentir leur effet sur le vote des femmes. À l'automne 1995, l'appui des femmes francophones à la souveraineté du Québec augmente de 10 points en un mois. Dans un entretien accordé en 2013, la militante Lorraine Pagé attribue cette augmentation marquée au travail de terrain effectué par les Partenaires pour la souveraineté: « Les analystes ont dit que c'est l'arrivée de Lucien Bouchard qui a changé la donne, mais à mon avis, ce sont les Partenaires pour la souveraineté. Nous, les représentants syndicaux, les représentantes féminines, on pouvait entrer dans les groupes sociaux et communautaires où les chefs de partis n'auraient jamais pu mettre l'ombre du gros orteil ». Lorraine Guay partage cette opinion, ajoutant qu'« [u]ne ou deux semaines de campagne de plus » auraient pu permettre de gagner le référendum.

#### Période post-référendaire
À partir de 2015, Lorraine Guay participe aux activités du Réseau des citoyennes pour l'indépendance (RECI), rattaché aux Organisations unies pour l'indépendance (OUI-Québec). Au sein de OUI-Québec, elle milite aussi auprès du Groupe Autochtones et indépendance qui vise à convaincre les Québécois et les Québécoises de la nécessité morale, politique et stratégique d’une entente d'égal à égal avec les nations autochtones.

### Lutte pour la justice sociale

#### Réforme démocratique et justice sociale au Québec

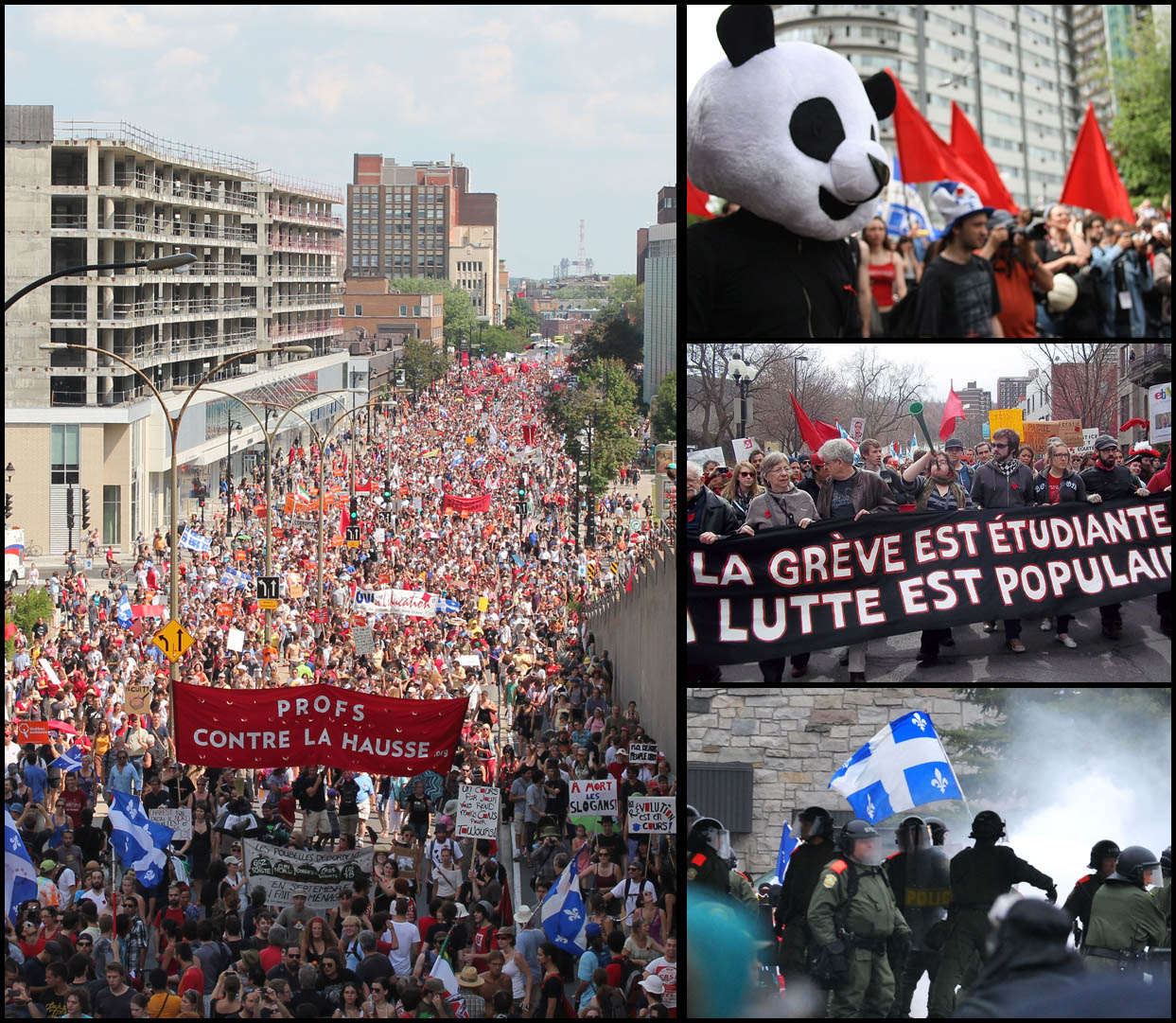
Grève étudiante québécoise de 2012

Au début des années 2000, Lorraine Guay joint les rangs du collectif Féminisme et Démocratie et du Mouvement pour une démocratie nouvelle (MDN), deux organisations civiles qui militent pour l'adoption d'un mode de scrutin proportionnel et de mesures positives pour favoriser la représentation égalitaire des femmes en politique,.
En 2003, Lorraine Guay participe à la création du mouvement citoyen D'abord solidaires aux côtés de Françoise David. Résolument progressiste, ce mouvement vise à mobiliser les gens de gauche  pour faire échec aux idées de droite qui iraient à l'encontre du bien commun. L'année suivante, elle devient la coanimatrice du Réseau de vigilance, une coalition d'organisations syndicales, communautaires, étudiantes et écologistes opposées à la réingénierie de l'État du gouvernement libéral de Jean Charest.
En 2007, aux côtés de quelque 300 personnalités des mondes universitaire, médical, politique, syndical, communautaire et artistique, Lorraine Guay participe à la rédaction d'un appel public à la résistance citoyenne à la privatisation des services de santé. Comme elle l'explique à la journaliste Louise-Maude Rioux Soucy: « Nos cerveaux sont devenus des territoires occupés par l'illusion de la tentation du privé. Et ça se comprend. Ça fait bien une dizaine d'années que nos leaders médicaux reviennent à la charge pour nous dire que la solution, c'est le privé ».
En 2012, Lorraine Guay appuie ouvertement la grève étudiante contre l'augmentation importante des droits de scolarité décidée par le gouvernement Charest. Elle participe notamment au mouvement en participant à la fondation du groupe d'aînés et d'aînées « Têtes blanches, carré rouge », prônant la gratuité scolaire du primaire à l'université.
En 2020, à la suite de l'attentat de la grande mosquée de Québec, Lorraine Guay intervient à la rencontre nationale du Regroupement des ressources alternatives en santé mentale du Québec (RASMQ) pour engager une prise de parole et une réflexion citoyenne parmi les membres.

#### Solidarité internationale
L'engagement de Lorraine Guay pour la solidarité internationale, née dans les années 1960, ne se tarit pas au XXIe siècle.
En 2001, elle prend activement part aux mobilisations contre le projet de libre-échange nord-américain. En tant que représentante de la Fédération des femmes du Québec, elle participe à la Table de convergence Québec 2001 d'opposition pacifique à la Zone de libre-échange des Amériques (ZLÉA). Sur une base personnelle, elle joint également sa voix à celles des manifestants lors du controversé Sommet des Amériques de Québec. S'opposant à l'impérialisme américain sous toutes ses formes, elle adhère également au collectif Échec à la guerre.
En 2005, l'éternelle militante commence notamment à s'impliquer auprès de la Coalition pour la justice et la paix en Palestine (CJPP). En 2009, elle se rend en Palestine avec une délégation québécoise. À son retour, elle témoigne de la situation d'apartheid existant dans la région et, par le biais de son travail auprès de l'organisme Solidarité Québec-Palestine, elle agit pour essayer de changer la politique étrangère du Canada à l'égard d'Israël.
À la même époque, Lorraine Guay participe également aux travaux de la Table de concertation des organismes au service des personnes réfugiées et immigrantes (TCRI), un regroupement de plus de 150 organismes œuvrant auprès des personnes réfugiées depuis 1979.
En 2009, Lorraine Guay signe un pamphlet dénonçant la partialité des intervenants à la Conférence de Montréal organisée par le Forum économique international des Amériques.
En 2017, elle lance une alerte à propos de l'activité minière canadienne au Mexique. L'année suivante, elle appuie l'urgence de rompre avec la mondialisation néo libre-échangiste et néolibérale par la publication d'un nouveau pamphlet.
En 2020, enfin, Lorraine Guay appelle à la libération de tous les prisonniers politiques et détenus d'opinion en Algérie.

### Autres luttes sociales
Lorraine Guay fait partie de la Coalition Eau Secours! depuis sa création en 1997. Cette association, fondée par l'écrivaine Hélène Pedneault, le syndicaliste André Bouthillier, le conseiller municipal André Lavallée et la sociologue Louise Vandelac milite pour la gestion responsable de l'eau.

## Publications

### Articles
- L'Avant-projet de loi sur la santé et les services sociaux, L'R des centres de femmes et le regroupement des ressources alternatives en santé mentale du Québec, Montréal, 1989.
- avec Ellen Corin et Lourdes Barrio, Les Figures de l'aliénation: Un regard alternatif sur l'appropriation du pouvoir, Canadian Journal of Community Mental Health no 15, 1996, p. 45-67.
- avec Diane Lamoureux, Libre opinion: Un forum pour ouvrir le débat sur l'avenir, in Le Devoir du 4 octobre 2004, p. A6.
- avec Diane Lamoureux, Une démocratie municipale à développer : Les conseils municipaux ne sont pas des conseils d'administration, in Le Devoir du 3 novembre 2005, p. a7.
- avec Louise Blais, Pauvreté, santé mentale et stratégies d’existence, in Santé mentale au Québec, 16 (1), 2007, p. 117–138.
- avec Diane Lamoureux, L'économie d'abord, non merci !, in Le Devoir du 21 novembre 2008, p. a10.
- La déclaration de guerre de Philippe Couillard, in Le Devoir du 15 décembre 2008, p. a6.
- Le choc des cultures : bilan de l’expérience de participation des ressources alternatives à l’élaboration des plans régionaux d’organisation de services en santé mentale, in Nouvelles pratiques sociales, 4(2), 2008, p. 43-58
- Emiliano Arpin-Simonetti, Répliquer à l’austérité libérale : table ronde avec Claire Bolduc, Lorraine Guay et Gabriel Nadeau-Dubois, Relations no 783, mars–avril 2016, p. 22–25.
- BDS sous attaque, Relations no 785, 2016, p. 6–7.
- Palestine : Vers la dépossession totale, Relations no 790, 2017, p. 10–11.
- Marcher pour transformer le monde, Relations no 803, juillet–août 2019, p. 26–27.
- Victoire pour BDS-Québec, Relations no 805, novembre–décembre 2019, p. 6–7.

### Livres et autres publications
- Du néolibéralisme à l'économie solidaire : Le combat des femmes, Actes du deuxième séminaire international sur l'économie solidaire tenu à Montréal les 10, 11 et 12 juin 1996, Relais-femmes, Montréal, 1997.
- Pour un mouvement communautaire citoyen, Regroupement des organismes communautaires des Laurentides, Saint-Jérôme (Québec), 1999, 140 p.
- avec Lourdes Barrio et Ellen Corin La thérapie alternative : se (re)mettre en mouvement, 2000.
- avec Diane Lamoureux, Deux ans de Gouvernement Charest : Un bilan peu enviable pour les Libéraux, Classiques des sciences sociales. Les sciences sociales contemporaines J.-M. Tremblay, Chicoutimi, 2005.
- avec Lourdes Rodriguez, Linda Bourgeois, Yves Landry et Jean-Luc Pinard, Repenser la qualité des services en santé mentale dans la communauté : changer de perspective. Presse de l'Université du Québec, coll. Problèmes sociaux et interventions sociales, 2006, 336 p.
- avec Eric Shragge (pref.), Action communautaire : Dérives et possibles, Écosociété, Montréal, 2006.
- avec Diane Lamoureux, Tabler sur les mouvements sociaux et la vigilance citoyenne, dans Pierre Mouterde (dir.), L’avenir est à gauche, Éco-société, Montréal, 2008, 176 p.
- avec Karine Vanthuyne et Ellen Corin, Vivre à la marge. Réflexions autour de la souffrance sociale, Louise Blais éd., Presse de l’Université Laval, Québec, 2008, 257 p.
- avec Diane Lamoureux (pref.), Le trésor perdu de la politique. Espace public et engagement citoyen, Écosociété, Montréal, 2013, 112 p.
- avec Pascale Dufour, Qui sommes-nous Pour être découragées? : Conversation militante avec Lorraine Guay, Parcours, 11, Écosociété, Montréal, 2019, 253 p.

## Honneurs et hommages
Le 27 mai 2016, la Fédération des femmes du Québec (FFQ) remet le prix Idola-Saint-Jean à Lorraine Guay à titre de militante. Ce prix honorifique souligne la contribution exceptionnelle d'une ou de plusieurs féministes à l'amélioration de la situation des femmes au Québec et à l'international.
Le 24 novembre 2020, à l'occasion d'une cérémonie virtuelle, la Société Saint-Jean-Baptiste de Montréal salue l'apport exemplaire de Lorraine Guay à l'avancement de la cause des femmes en lui décernant le prix Hélène-Pedneault.

## Mort et héritage
Atteinte d'un cancer et se prévalant de l'aide médicale à mourir, Lorraine Guay meurt le 17 juin 2022 à l'âge de 79 ans. Sa mort laisse dans le deuil une épouse, quatre enfants, plusieurs petits-enfants et de très nombreuses personnes qu'elle avait réussi à toucher par son message d'espoir et son dévouement mais aussi sa rigueur intellectuelle et sa ténacité.